# Baronía de Torres-Torres

Escudo del municipio de Torres Torres (provincia de Valencia), que dio nombre a esta baronía

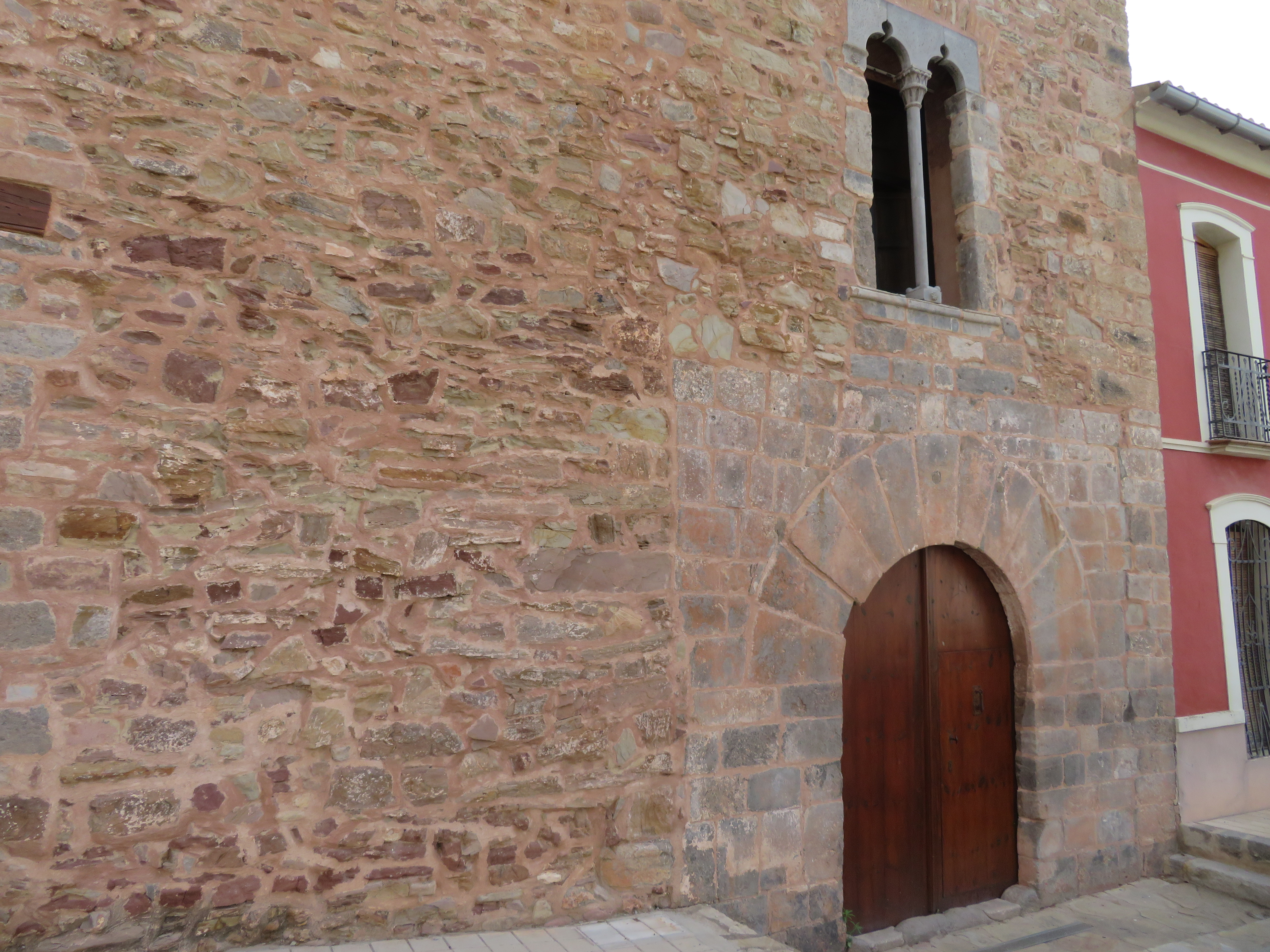
"La casa del Baró", torre del Palacio de Torres-Torres.

La Baronía de Torres-Torres es un título nobiliario español creado el 18 de agosto de 1466 por el rey Juan II de Aragón a favor de Juan de Valterra, noble del Reino de Valencia, señor de Torres Torres.
El Título fue rehabilitado en 1916 por el rey Alfonso XIII, a favor de Enrique Carlos de Castellví y Ortega de Medina, VIII marqués de Laconi, XVI conde de la Villanueva.
Su denominación hace referencia al municipio de Torres Torres, en la provincia de Valencia (España).

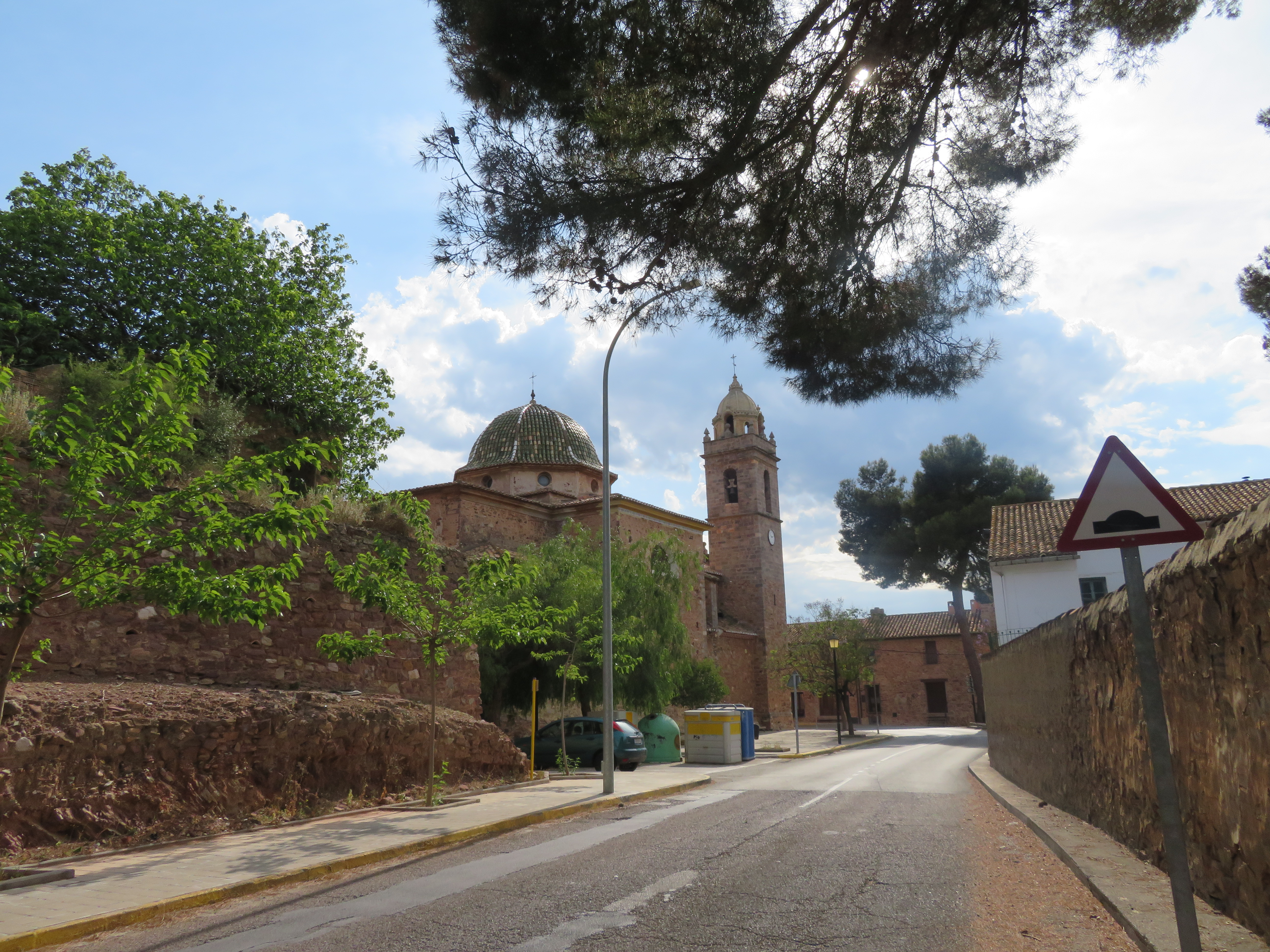
Municipio de Torres-Torres.

## Barones de Torres-Torres

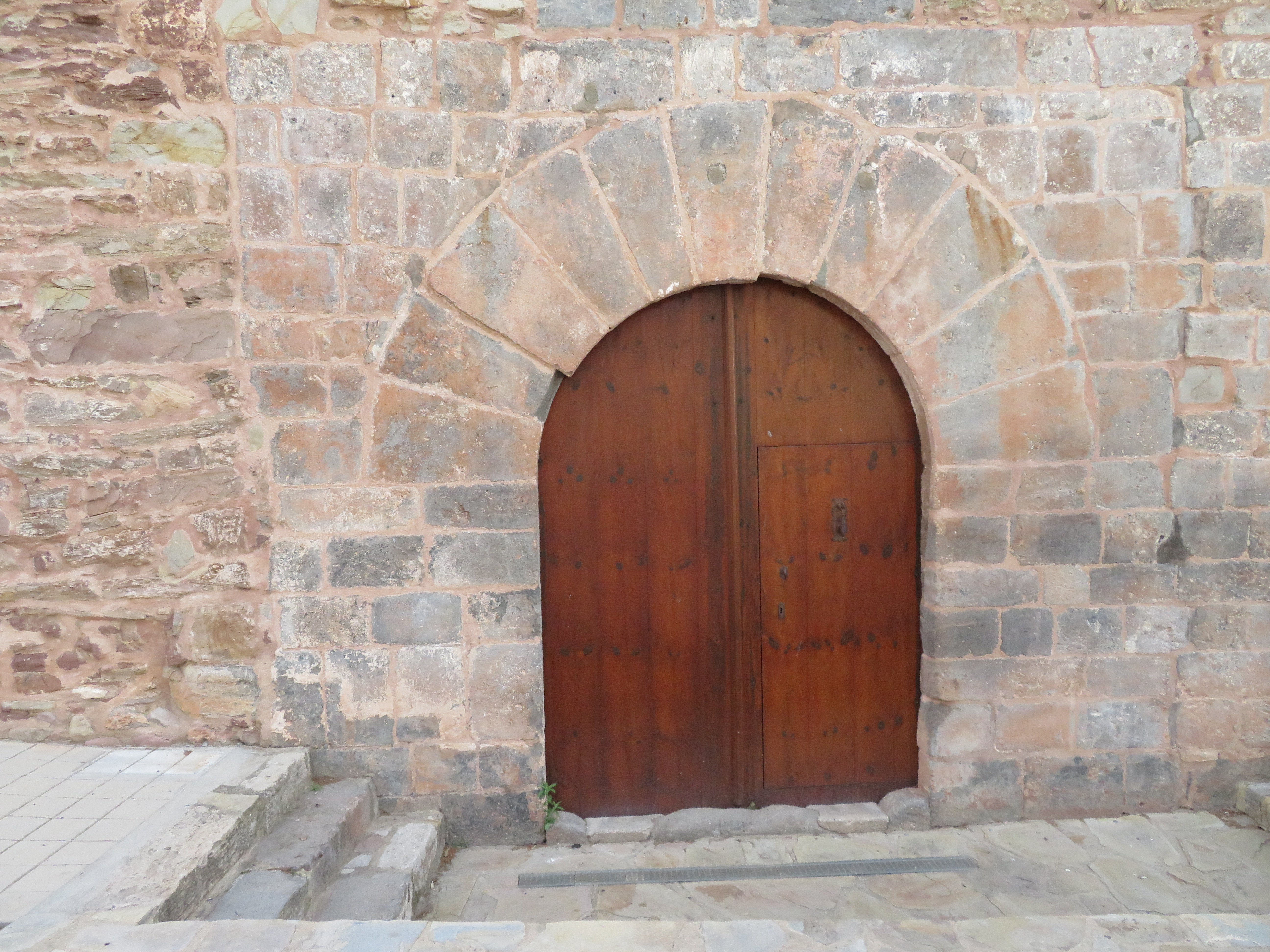
Portada de la "Casa del Baró", perteneciente al antiguo Palacio de la Baronía de Torres-Torres.

|                                 | Titular                                              | Periodo                        |
| Creación por Juan II de Aragón  | Creación por Juan II de Aragón                       | Creación por Juan II de Aragón |
| ------------------------------- | ---------------------------------------------------- | ------------------------------ |
| I                               | Juan de Valterra                                     | 1466-                          |
| II                              | Juan Valterra y Blanes                               |                                |
| III                             | Vicente Valterra de Blanes                           |                                |
| .                               | .                                                    |                                |
| XVIII                           | Vicente María de Castellví y Monsoríu                |                                |
| XIX                             | Antonio Benito de Castellví y Durán                  |                                |
| XX                              | Antonio de Padua de Castellví y Fernández de Córdoba | ? -1832                        |
| XXI                             | Antonio de Castellví y Shelly                        | 1832-1860                      |
| XXII                            | Enrique de Castellví e Ibarrola                      | 1860-1905                      |
| Rehabilitación por Alfonso XIII |                                                      |                                |
| XXIII                           | Enrique Carlos de Castellví y Hortega de Medina      | 1916- ?                        |
| XXIV                            | Casilda de Castellví y Trénor                        | ? -1936                        |
| XXV                             | Luis de Castellví y Trénor                           | 1941-1994                      |
| XXVI                            | Rosa María de Castellví y Busquets                   | 1995-actual titular            |

## Historia de los Barones de Torres-Torres
- Juan de Valterra, I barón de Torres-Torres. Le sucedió:

- Juan Valterra y Blanes, II barón de Torres-Torres, I conde de la Villanueva. Le sucedió su hijo:

- Vicente Valterra de Blanes, III barón de Torres-Torres, II conde de la Villanueva.

- Vicente María de Castellví y Monsoríu, XVIII barón de Torres-Torres. VIII conde de Castellá. Le sucedió su hijo:

- Antonio Benito de Castellví y Durán, XIX barón de Torres-Torres, IX conde de Castellá. Le sucedió su hijo:

- Antonio de Padua de Castellví y Fernández de Córdoba (1787-1832), XX barón de Torres-Torres, X conde de Castellá. Le sucedió su hijo:

- Antonio de Castellví y Shelly (1814-1860), XXI barón de Torres-Torres, XI conde de Castellá. Le sucedió su hijo:

- Enrique de Castellví e Ibarrola (1847-1905), XXII barón de Torres-Torres, XV conde de la Villanueva. Le sucedió, por rehabilitación, su hijo Enrique Carlos de Castellví y Hortega de Medina.

Rehabilitado en 1916 por:
- Enrique Carlos de Castellví y Ortega de Medina (1872-1936), XXIII barón de Torres-Torres, VIII marqués de Laconi, XVI conde de la Villanueva.

1. Casó con Casilda Trenor y Palavicino.Le sucedió su hija:

- Casilda de Castellví y Trénor (1912-1936), XXIV baronesa de Torres-Torres. Le sucedió su hermano:

- Luis de Castellví y Trénor (1918-1994), XXV barón de Torres-Torres, IX marqués de Laconi, XVII conde de la Villanueva.

1. Casó con María del Pilar Busquets y Carbonell. Le sucedió su hija:

- Rosa María de Castellví y Busquets (n. en 1959), XXVI baronesa de Torres-Torres.

1. Casó con Antonio Pellicer Martínez

Es madre de Nuria, Rosa y Luis Pellicer de Castellví.